# 多布里夫利亞尼 (日達喬夫區)
49°22′19″N 24°17′53″E / 49.37194°N 24.29806°E
多布里夫利亞尼（烏克蘭語：Добрівляни），是烏克蘭西部的村莊，隸屬利維夫州的斯特雷區。該村面積1.16平方公里，海拔高度263米，2001年人口489，人口密度每平方公里421.6人。